# Halme formicaria
Halme formicaria är en skalbaggsart som beskrevs av Nonfried 1894. Halme formicaria ingår i släktet Halme och familjen långhorningar. Inga underarter finns listade i Catalogue of Life.